# مصدر معلومات البروتين
مصدر معلومات البروتين الموجود في المركز الطبي بجامعة جورجتاون، هو مورد معلومات حيوية عام متكامل لدعم البحوث الجينومية والبروتينية، والدراسات العلمية، ويحتوي على قواعد بيانات البروتينات.

## تاريخ
تم تأسيس مصدر معلومات البروتين في عام 1984 من قبل المؤسسة الوطنية للبحوث الطبية الحيوية كمورد لمساعدة الباحثين والعلماء في تحديد وتفسير معلومات تسلسل البروتين. قبل ذلك، جمعت المؤسسة الوطنية للبحوث الطبية الحيوية أول مجموعة شاملة من تسلسلات الجزيئات الكبيرة في أطلس تسلسل البروتين وهيكله، التي تم نشرها من عام 1964 إلى عام 1974 تحت إشراف مارغريت دايهوف. كانت دايهوف ومجموعتها البحثية رائدة في تطوير الطرق التكنولوجية لمقارنة تسلسلات البروتينات، لاكتشاف التسلسلات والازدواجات ضمن التسلسلات، ومن أجل الاستدلال بالتواريخ التطورية من محاذاة سلاسل البروتين.
تولى وينونا باركر و روبرت ليدلي قيادة المشروع بعد وفاة دايهوف في عام 1983. في عام 1999، انضمت كاثي إتش إلى المؤسسة الوطنية للبحوث الطبية الحيوية، وبعد ذلك في المركز الطبي بجامعة جورجتاون لرئاسة جهود المعلوماتية الحيوية لمصدر معلومات البروتين، وعملت أولاً كباحثة رئيسية، ومنذ عام 2001، كمديرة.
على مدى أربعة عقود، قدم مصدر معلومات البروتين العديد من قواعد البيانات البروتينية وأدوات التحليل التي يمكن الوصول إليها مجانًا للمجتمع العلمي، بما في ذلك قاعدة بيانات تسلسل البروتين، أول قاعدة بيانات دولية، والتي انبثقت من أطلس تسلسل البروتينات والبنية.
في عام 2002، تم منح مصدر معلومات البروتين مع شركائها الدوليين، المعهد الأوروبي للمعلوماتية الحيوية و المعهد السويسري للمعلوماتية الحيوية منحة من معاهد الصحة الوطنية الأمريكية لإنشاء يونيبروت، قاعدة بيانات عالمية واحدة لتسلسل البروتين ووظيفته، من خلال توحيد مصدر معلومات البروتين (قاعدة بيانات تسلسل بروتين). اعتبارًا من عام 2010، يوفر مصدر معلومات البروتين مجموعة متنوعة من الموارد الموجهة بشكل أساسي للمساعدة في نشر وتوحيد التعليقات التوضيحية للبروتين: نظام تصنيف الأسرة في مصدر معلومات البروتين، و قاعدة بيانات لعائلة البروتينات، تدمج السطوح الفائقة لـمصدر معلومات البروتين وزخارف بروسايت، و أدب البروتين المتكامل والمعلومات والمعرفة.
علم وجود البروتين هي قاعدة بيانات شائعة أخرى نشرها مصدر معلومات البروتين.